# Conciliul de la Nablus
Conciliul de la Nablus, convocat de patriarhul latin de Ierusalim Gormond de Picquigny, a avut loc la 16 ianuarie 1120 la Nablus și a stabilit primele reguli scrise păstrate ale regatului cruciat de la Ierusalim.
La conciliu au participat prelați și nobili din Ierusalim pentru a ridica standardele morale și a îmblânzi mânia lui Dumnezeu, ca urmare a unei serii de dezastre (cutremure și foamete pricinuită de lăcuste și șoareci), interpretate de ei ca o pedeapsă asemănătoare cu Cele zece plăgi ale Egiptului descrise în Vechiul Testament. Au fost adoptate 25 de articole, păstrate în arhivele multor biserici.
La 23 ianuarie 1120, la Conciliul de la Nablus, Hugues de Payens și Godfrey de Sant-Omer au pus bazele Miliției Cavalerilor Săraci ai lui Hristos și ai Templului lui Solomon, cu scopul de a asigura călătoria pelerinilor la Ierusalim și de a apăra statele latine din Orient.
Conciliul de la Nablus, din 1120, decidea că un adult condamnat pentru sodomie voluntară trebuia să fie ars pe rug. Peste 59 de ani, la al treilea conciliu de la Lateran, se hotăra ca orice individ care ar fi comis păcate contra naturii, de era cleric, decădea la statutul de laic sau era exilat într-o mănăstire, iar laicul era excomunicat și îndepărtat din comunitatea credincioșilor.